# Wodospad Jägala
Jägala (est. Jägala juga) – wodospad w północnej Estonii, na rzece Jägala. Jest to najwyższy naturalny wodospad w Estonii, liczący 8 metrów wysokości i 50 metrów szerokości. Wodospad Valaste i inne wodospady na klifie Ontika są wyższe, ale znajdują się u ujścia rowów melioracyjnych.
Formacja zaczęła kształtować się ok. 3000 lat temu. Co roku wodospad zbliża się do źródła rzeki. W latach 1688–1931  cofał się średnio o 17 cm rocznie.
Wodospad stanowi atrakcję turystyczną w gminie Jõelähtme oraz w całym kraju. Od 1959 r. wodospad wraz z otoczeniem jest pod ochroną.

Galeria
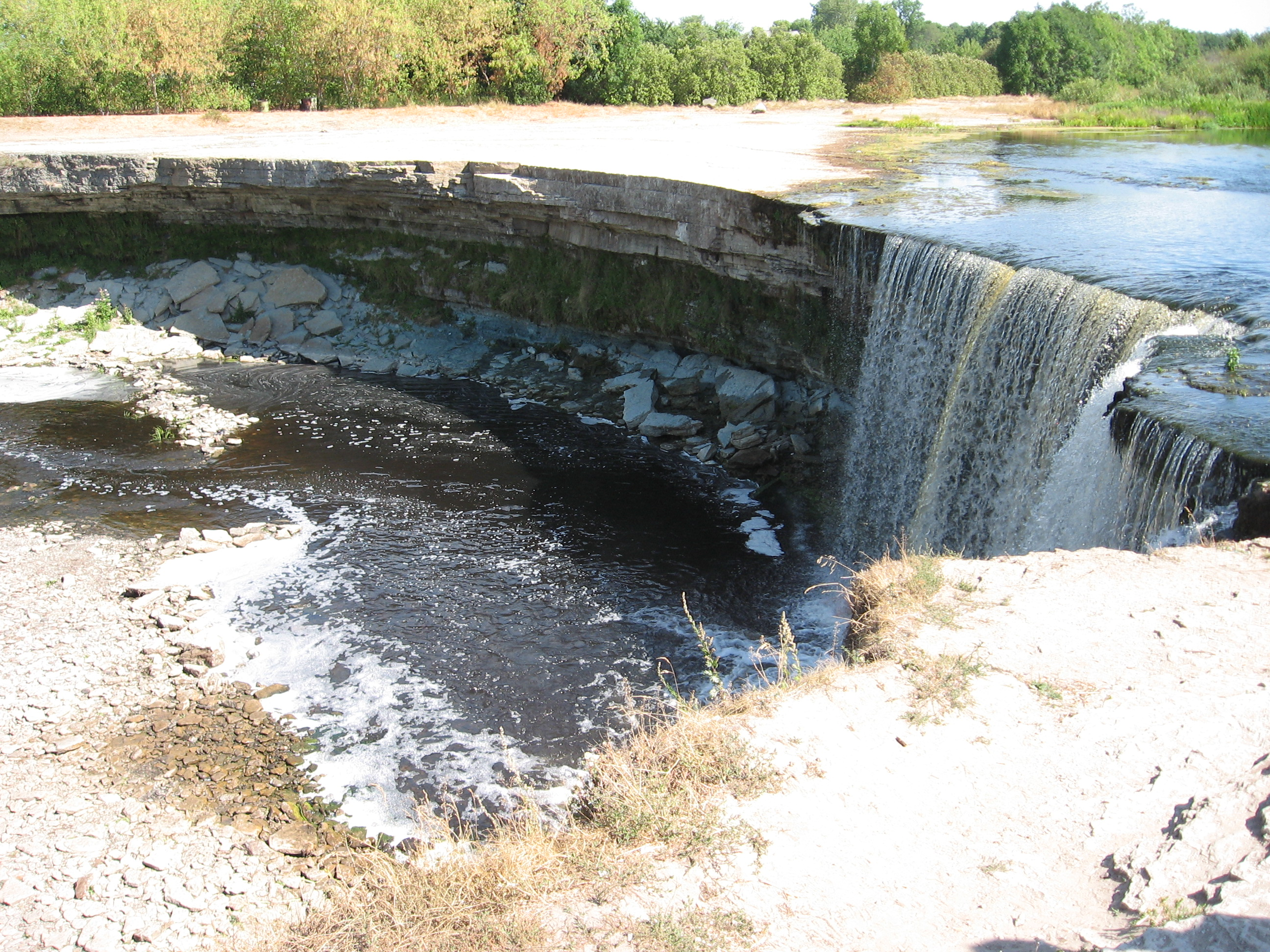
sierpień 2006
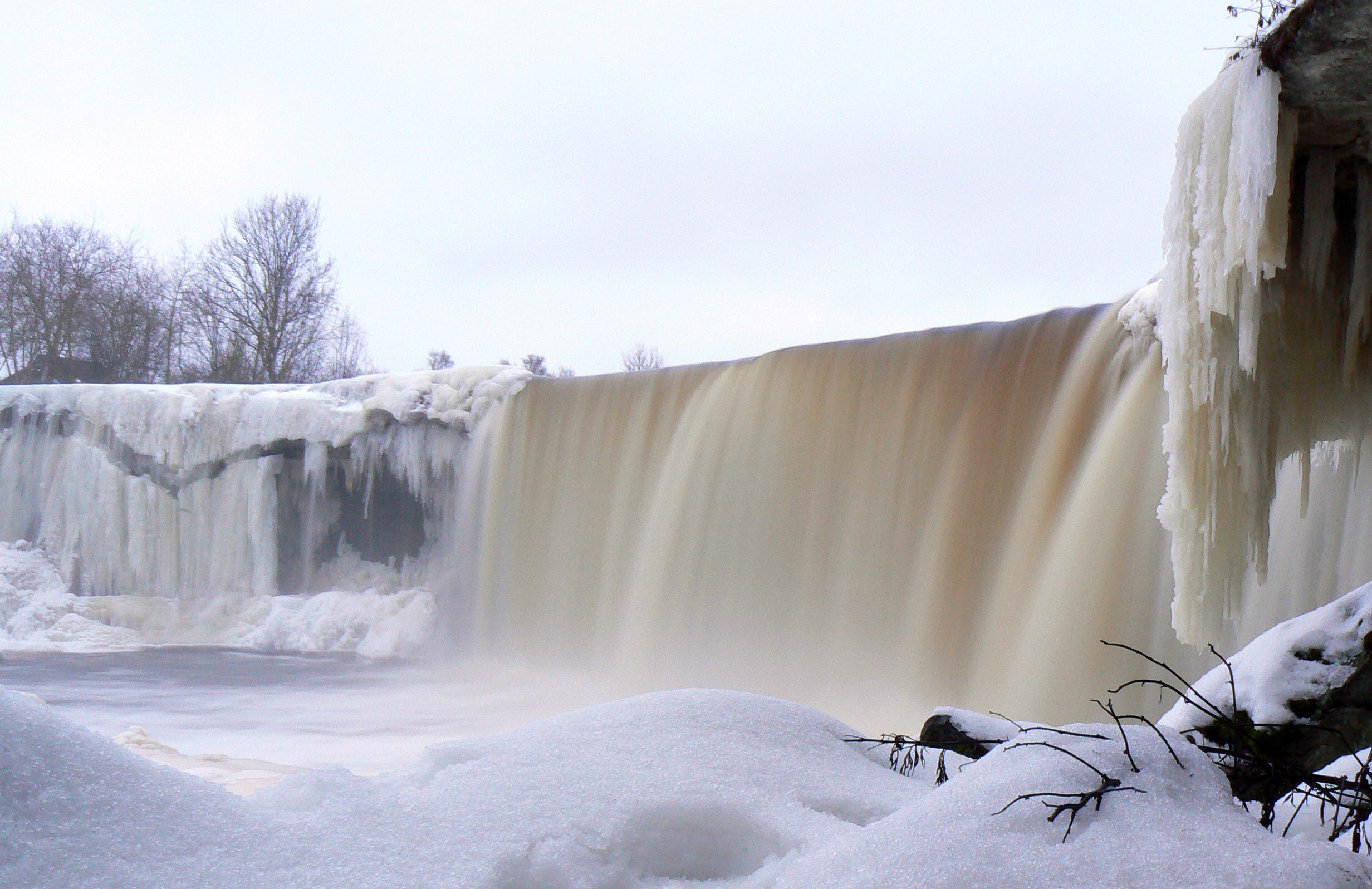
luty 2007
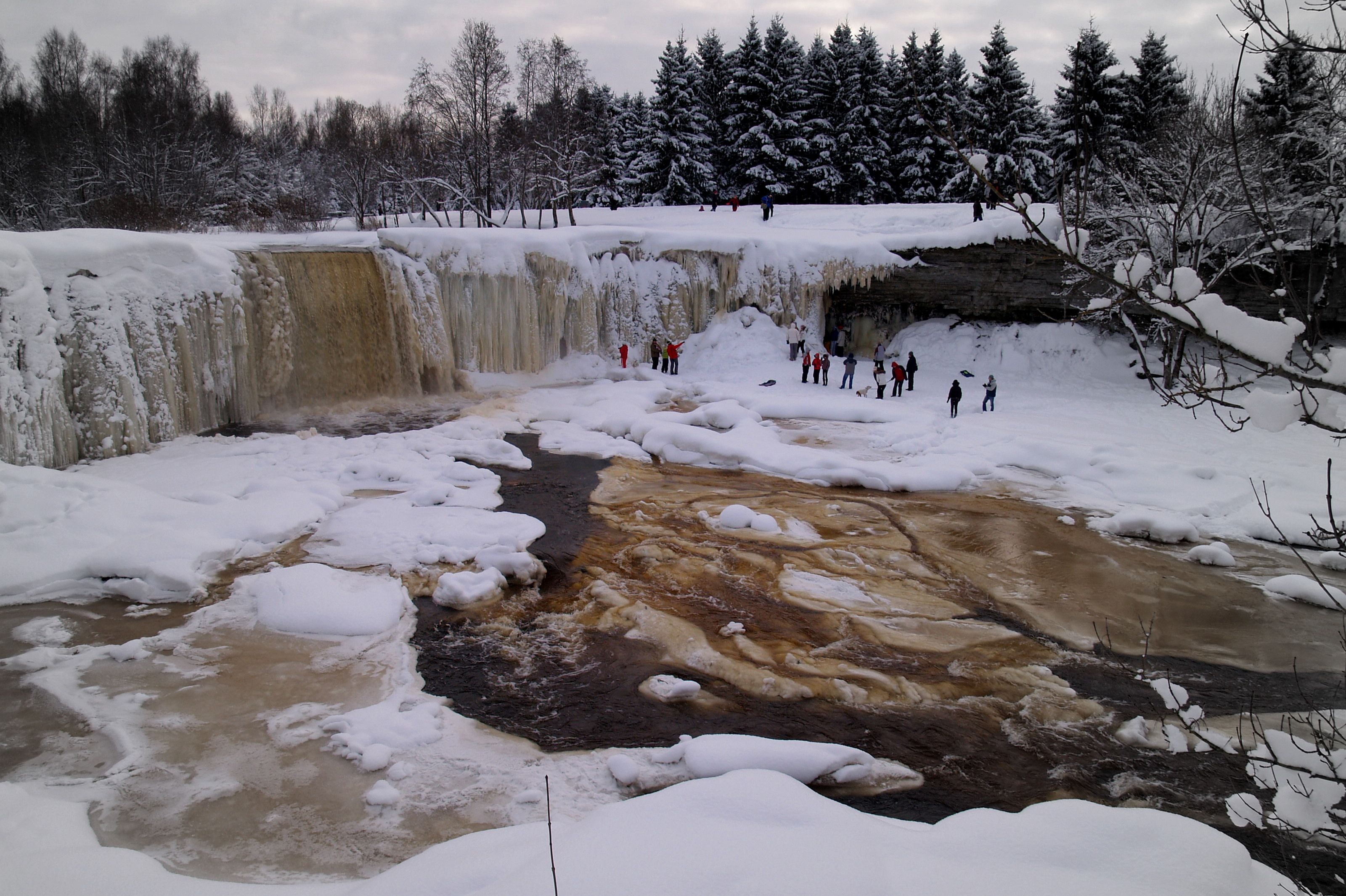
styczeń 2010
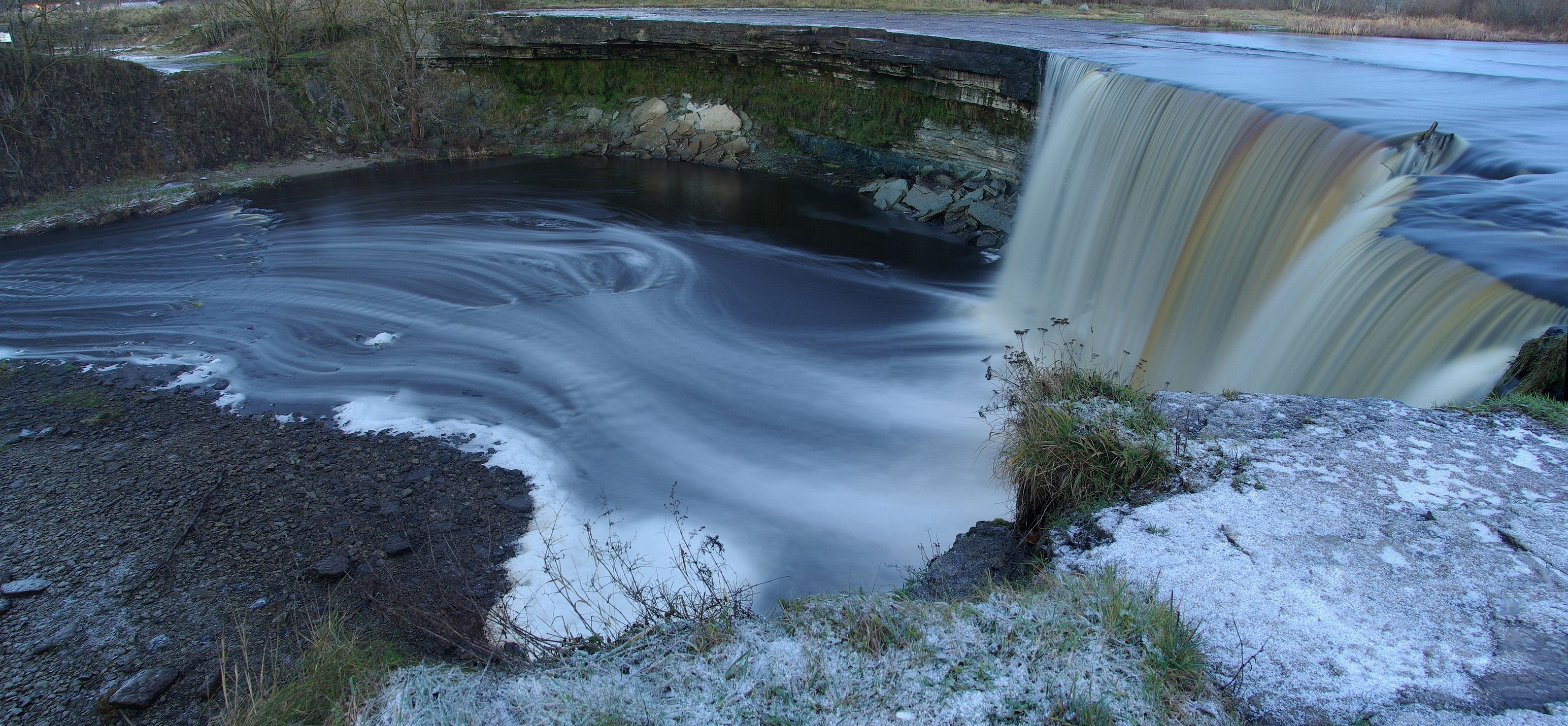
grudzień 2011
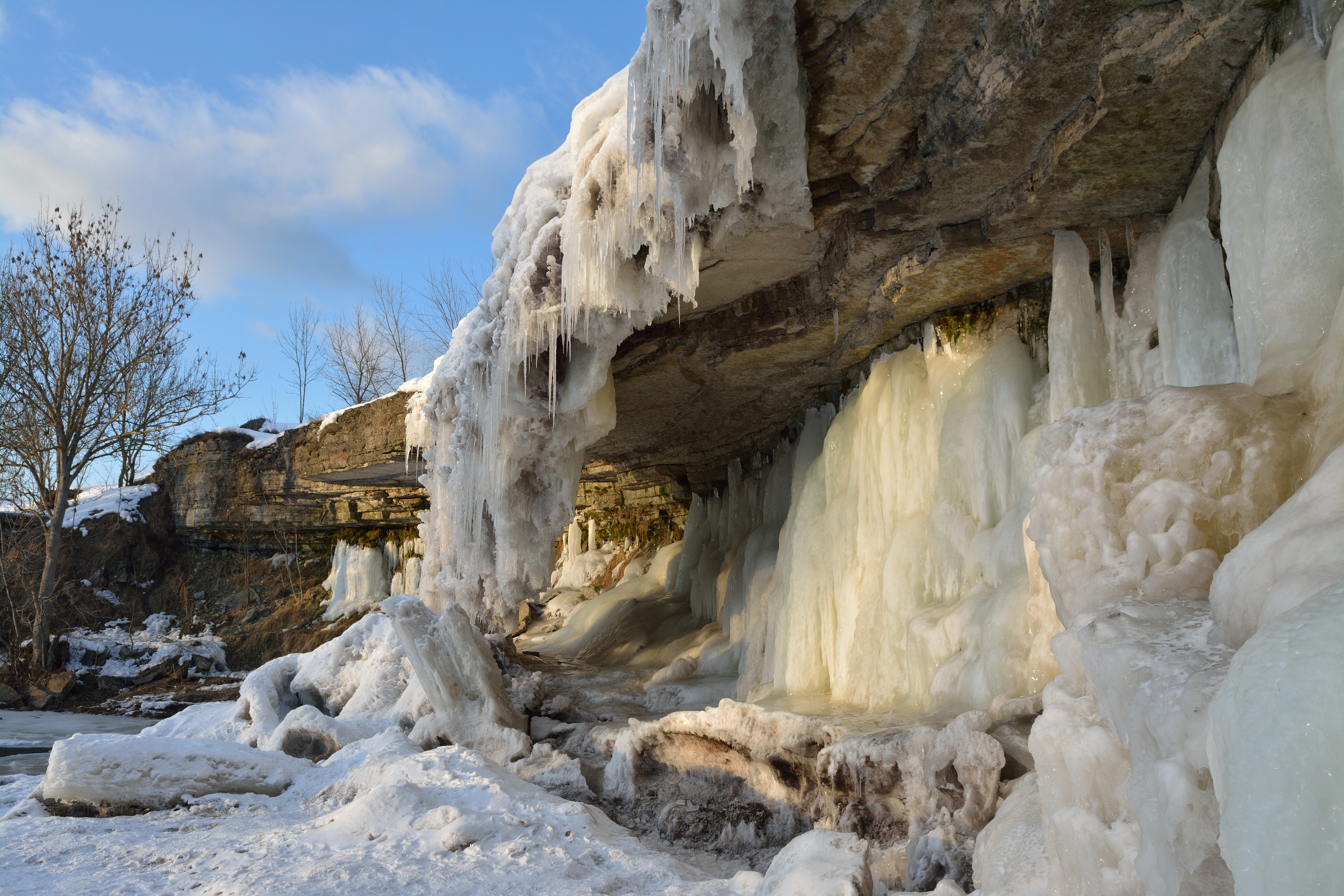
marzec 2013